# 19 de Abril (Rocha)

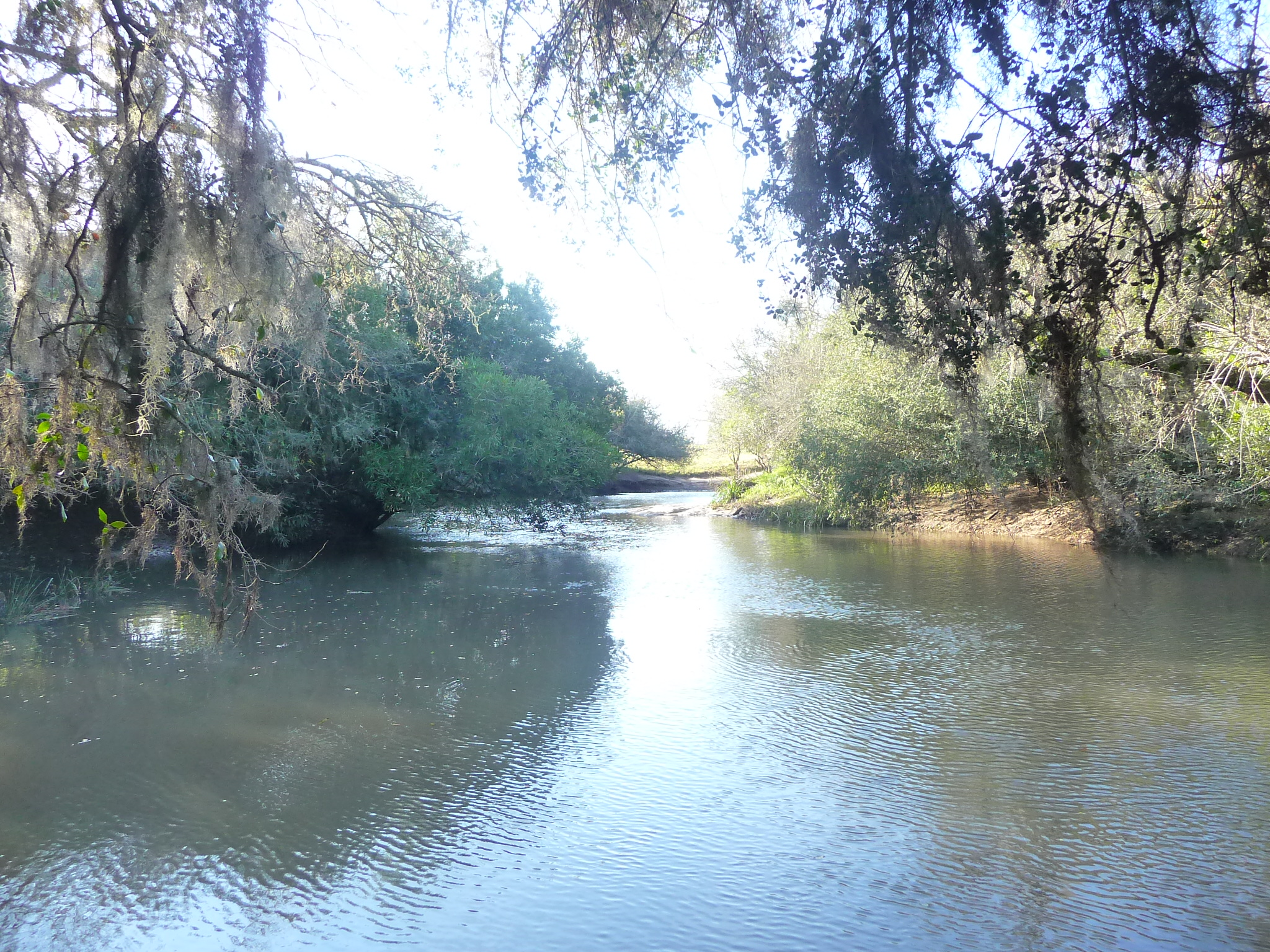
Playa del Arroyo Chafalote en 19 de Abril.

19 de Abril es una localidad uruguaya del departamento de Rocha.

## Ubicación
La localidad se encuentra situada en la zona sureste del departamento de Rocha, al oeste del Arroyo Chafalote, y sobre la ruta nacional 9 a la altura de su km 235. Dista 28 km de la capital departamental Rocha.

## Historia
Con fecha 21 de abril de 1913, el presidente José Batlle y Ordóñez promulgó la Ley 4321, por la cual la localidad conocida hasta ese entonces como pueblo de «Chafalote», nombre del arroyo que corre junto al poblado, pasó a denominarse a pedido de los vecinos que habitaban por aquel entonces la zona, como «pueblo 19 de Abril». Esta nota de solicitud fue firmada en Chafalote, el 28 de mayo de 1910, por una nómina de vecinos encabezada por Manuel G. Muñoz, Ramón M. Dávila, Rafael Abreu, Miguel A. Pereyra, Ángel López, Alberto Acosta, Jaime Casal, Fca. L. de Fogliani, Augusto Ureta y Heraclio Ureta.
El origen del nombre dado al arroyo proviene de la semejanza del recorrido del mismo en su curso inferior con un alfanje o chafarote, arma heredada de los conquistadores españoles y utilizada por los gauchos.

## Población
Según el censo del año 2011, la localidad contaba con una población de 205 habitantes.
| 308           | 308 | 256 | 254 | 239 | 205 |
| (Fuente: INE) |     |     |     |     |     |

## Servicios
Cuenta con escuela primaria, seccional de policía, policlínica, desfibrilador, servicio de agua corriente, luz eléctrica, servicio telefónico, servicio de Internet, servicio mecánico, servicio de TV cable, servicios municipales, supermercado, estación de servicio, información turística, panadería, club social, cancha de fútbol, plaza, iglesia y parque con parrilleros a orillas del Arroyo Chafalote. También cuenta con cementerio público y sala velatoria. Además, cuenta con parada de transporte de pasajeros.